# Гериберт Менцель
Гериберт Менцель (нім. Herybert Menzel; 10 серпня 1906, Оборники під Познанню, Польща — лютий 1945, Тшцель, Польща) — німецький поет і письменник часів Третього Рейху. Член Бамберзького поетичного гуртка.

## Життєпис
Гериберт Менцель — син секретаря пошти — виріс у прикордонному містечку Тірштігель (сучасна назва — Тшцель). Здобувши атестат зрілості в Кроссені, провчився два семестри на юридичному факультеті Бреславльского і Берлінського університетів, а потім повернувся до рідного міста, де заробляв на життя літературною працею. Основною темою творчості Менцеля стала напруженість у відносинах між поляками і німцями у так званій марці Познань — Західна Пруссія. У першому романі «Спірна земля» (Umstrittene Erde, 1930) письменник звернувся до політичних конфліктів, що розгорілись на його батьківщині в 1918—1919 роках.
У 1933 році Менцель вступив до НСДАП і штурмові загони. Після приходу націонал-соціалістів до влади Менцель прославився своїми ліричними творами, піснями й кантатами.
У жовтні 1933 року в числі 88 діячів літератури Менцель підписав клятву вірності Гітлеру. Вірші у збірнику «Маршовий крок СА» принесли йому прізвисько «Гомер штурмових загонів». Твори Менцеля використовувалися у масовій літературі з метою пропаганди. В 1933—1945 роках входив до складу правління Імперського союзу німецьких письменників. З 29 березня 1936 року був депутатом рейхстагу. Після війни твори Гериберта Менцеля увійшли до списку вилученої літератури в радянській зоні окупації Німеччини.
Менцель був близьким другом сестер Зіверт — художниці Клари і письменниці Елізабет. Вірш Гериберта Менцеля «Товариш» фальсифікатор Конрад Куяу видав за поетичний твір фюрера у так званих «щоденниках Гітлера».